# فرودگاه بین‌المللی بنینه
فرودگاه بین‌المللی بنینه (به انگلیسی: Benina International Airport) یک فرودگاه همگانی با کد یاتا BEN است که یک باند فرود آسفالت دارد و طول باند آن ۳۵۷۶ متر است. این فرودگاه در شهر بنغازی کشور لیبی قرار دارد و در ارتفاع ۱۳۲ متری از سطح دریا واقع شده‌است.

## شرکت‌های هواپیمایی و مقصدهای پروازی
As of December 2015, ایر لیبیا operated out of Benina International Airport and operates flights to میتیگا، برج‌العرب، Kufra and تونس قرطاج while هواپیمایی لیبی operates to ملکه علیا and Kufra.